# Bodri
Bodri é uma cidade e uma nagar panchayat no distrito de Bilaspur, no estado indiano de Chhattisgarh.

## Demografia
Segundo o censo de 2001, Bodri tinha uma população de 13 328 habitantes. Os indivíduos do sexo masculino constituem 51% da população e os do sexo feminino 49%. Bodri tem uma taxa de literacia de 60%, superior à média nacional de 59,5%; a literacia no sexo masculino é de 70% e no sexo feminino é de 50%. 17% da população está abaixo dos 6 anos de idade.